# Clement Lawrence Smith
Clement Lawrence Smith (* 13. April 1844 in Upper Darby Township, Pennsylvania; † 1. Juli 1909 in Cambridge, Massachusetts) war ein US-amerikanischer Klassischer Philologe, der ab 1870 an der Harvard University wirkte.

## Leben
Clement Lawrence Smith war der Sohn des Juristen George Smith und seiner Frau Mary Lewis Smith. Auf den Wunsch seines Vaters studierte er zunächst Wirtschaftswissenschaft am Haverford College (A.B. 1860, M.A. 1863), um Unternehmer zu werden. Seine Neigung gemäß begann Clement Lawrence Smith daneben ein Studium der Altertumswissenschaft an der Harvard University, das er 1863 mit dem Bachelor of Arts abschloss. Seine erste Anstellung erhielt er noch im selben Jahr am Haverford College als Assistant Professor of Classics and Mathematics; zugleich arbeitete er dort als Bibliothekar. 1865 gab er die Stelle auf und reiste nach Europa, um seine Studien zu vertiefen. Er hielt sich in Griechenland, Italien und Deutschland auf, wo er ein Jahr lang an der Universität Göttingen bei Ernst Curtius, Ernst von Leutsch, Hermann Sauppe und Friedrich Wieseler studierte.
Nach seiner Rückkehr in die Vereinigten Staaten lehrte Smith als Professor of Greek and German am Swarthmore College. 1870 wechselte er als Tutor of Latin an die Harvard University, wo er bis an sein Lebensende mit wenigen Unterbrechungen tätig war. 1873 wurde er zum Assistant Professor ernannt, später zum Professor, schließlich 1901 zum Pope Professor of Latin. Das Haverford College verlieh ihm 1888 die Ehrendoktorwürde (LL.D.).
Im Jahr 1897/98 war Smith Direktor der American School of Classical Studies in Rome, im folgenden Jahr 1898/99 Präsident der American Philological Association. Während seiner Laufbahn machte sich Smith vor allem um die Verwaltung von Harvard verdient. Er fungierte mehrmals als Dekan der Fakultät und des Harvard College. 1904 trat er aus gesundheitlichen Gründen in den Ruhestand.
Smiths wissenschaftliche Produktion trat hinter der akademischen Lehre und Verwaltung zurück. Er beschäftigte sich mit verschiedenen Bereichen der römischen Literatur, vor allem mit den Schulautoren Cicero, Catull, Sueton und Vergil, aber auch mit Horaz und Tacitus. Neben einigen Aufsätzen in den Zeitschriften American Journal of Philology und Harvard Studies in Classical Philology veröffentlichte er eine Übersetzung der Oden, Epoden, Episteln und Satiren des Horaz (1898) und eine Bibliographie der Editionen von Horaz’ Oden und Epoden (1901). Zusammen mit Tracy Peck gab er die College Series of Latin Authors heraus, eine Reihe von Studienausgaben lateinischer Autoren.

## Schriften (Auswahl)
- Horace. The Odes and Epodes; The Satires and Epistles. Boston 1898. Zweite Auflage, Boston 1903
- Bibliography of Editions of the Odes and Epodes of Quintus Horatius Flaccus. Boston 1901
- A Boy to Educate. Boston 1943